# Fédération des Sœurs de la charité
Pour les articles homonymes, voir Sœurs de la charité.
La fédération des Sœurs de la charité (Sisters of Charity Federation) est une organisation dans la tradition vincentienne et setonienne de treize congrégations catholiques féminines qui se réclament de l'héritage de saint Vincent de Paul, de sainte Louise de Marillac et de sainte Elizabeth Seton.

## Historique
Cette fédération a été fondée en 1947 aux États-Unis pour appuyer la canonisation de Mère Seton, et a étendu son rôle depuis lors. Par exemple, elle soutient l'action des Sœurs à l'égard des pauvres au Conseil économique et social des Nations unies de l'ONU.

## Congrégations
La fédération des Sœurs de la charité comprend :
1. Les Filles de la charité de Saint-Vincent-de-Paul (France) ;
2. Les Sœurs de la charité de New York (États-Unis) ;
3. Les Sœurs de la charité de Leavenworth (États-Unis) ;
4. Les Sœurs de la charité de Nazareth (États-Unis) ;
5. Les Sœurs de la charité de Sainte-Élisabeth (États-Unis) ;
6. Les Sœurs de la charité de Seton Hill (États-Unis) ;
7. Les Sœurs de la charité de Notre-Dame de Miséricorde (États-Unis) ;
8. Les Sœurs de la charité de l'Immaculée Conception (Canada) ;
9. Les Sœurs de la charité de Saint-Vincent-de-Paul (Canada) ;
10. Les Sœurs vincentiennes de la charité (États-Unis) ;
11. Les Sœurs de Sainte-Marthe (Canada) ;
12. Les Sœurs de Notre Dame du Sacré Cœur (Canada) ;
13. Les Sœurs de la charité de Cincinnati (États-Unis).

## Source
- (en) Cet article est partiellement ou en totalité issu de l’article de Wikipédia en anglais intitulé « Sisters of Charity Federation in the Vincentian-Setonian Tradition » (voir la liste des auteurs).